# Amelia Smith Calvert
Pour les articles homonymes, voir Calvert.
Amelia Smith Calvert (1876, Philadelphie - 1965) est une botaniste américaine connue pour avoir étudié la flore du Costa Rica,,. Elle était mariée à l'entomologiste Philip Powell Calvert.

## Œuvres
- Amelia Calvert, Amelia Smith ; Amelia Calvert, Philip Powell (1917). Une année d'histoire naturelle du Costa Rica. New York, The Macmillan company. Consulté le 22 août 2018.